# Площадь Сибиряков-Гвардейцев
Пло́щадь Сибиряко́в-Гварде́йцев (прошлое название: Пло́щадь Ефре́мова) — площадь в Кировском районе Новосибирска. Образуется пересечением улиц Мира, пересекающей её одноимённой улицей, а также примыкающей более мелкой улицей Беловежской.

## Происхождение названия
Площадь названа в честь воинов 22-й (150-й) Сибирской добровольческой дивизии им. Сталина, сражавшейся в годы Великой Отечественной войны и закончившей свой путь в Прибалтике.

## Архитектура
Архитектура зданий Площади Сибиряков-Гвардейцев представлена, в основном, кирпичными домами высотой в 2, 3 и до 4 этажей различных годов постройки, расположенные по улице Сибиряков-Гвардейцев.

## Транспорт
Площадь Сибиряков-Гвардейцев является одним из крупных транспортных пересадочных узлов левобережья Новосибирска. На площади есть остановки всех видов наземного транспорта: автобусов, троллейбусов, трамвая.

## Организации на площади Сибиряков-Гвардейцев
На самой площади находятся: сквер, Новосибирский промышленный техникум, ОАО «Сиблитмаш», ОАО «Тяжстанкогидропресс», средняя школа № 47, а также ряд других компаний.

## Памятники
В 1975 году на площади была воздвигнута стела «Штыки», состоящая из 3-х штыков (с тремя гранями) чёрного цвета. Между штыками расположены квадратные плиты с чеканкой серебристого цвета. На одной плите — Орден Славы. На другой — красная звезда в центре, а сверху красным цветом сделана надпись «гвардия». На третьей плите — красная звезда (в центре круга), во внутреннем круге изображён Кремль и имеется надпись «победа». Проект стелы выполнен специалистами Новосибирского инженерно-строительного института им. В. Куйбышева. Руководитель проекта — Б. И. Оглы.
С 2005 года памятник включён в «Перечень объектов культурного наследия муниципального (местного) значения».